# Stanislav Mamáiev
Stanislav Aleksándrovich Mamáiev (translitera del cirílico: Станисла́в Алекса́ндрович Мама́ев; 1 de julio de 1928 - 15 de febrero de 2007) fue un botánico, ecólogo, y profesor ruso. Fue miembro correspondiente de la Academia de Ciencias de Rusia, obteniendo el galardón de "científico de Honor de Rusia".

## Biografía
Nacido en la familia de Aleksandr P. y Anastasia Mamáiev; de una familia de trabajadores textiles, y trabajó en una fábrica textil. Posteriormente se graduó de la Escuela Técnica de la Universidad de Nizhni Nóvgorod. Fue director de la escuela. Su padre murió poco después de desmovilizado en 1945. Su madre fue toda su vida, maestra de escuela primaria.
En 1946 se incorporó al Departamento del Instituto Forestal de Moscú, donde se graduó con honores de Ing. en montes. Consiguió un trabajo como ingeniero, y se acopló a la "Expedición Agrolesoproekt".
En 1953, se inscribe en la Escuela de posgrado del Departamento de Silvicultura de la Academia Agrícola de Moscú. Y en 1957, defendió con éxito su tesis sobre la variación intraespecífica de las características reproductivas del pino silvestre.
En enero de 1959, por invitación del Director del Instituto de Biología de la rama de los Urales de la URSS, es transferido a Sverdlovsk, donde será director científico del Jardín Botánico del Instituto. En ese momento, el Jardín Botánico no se dedicaba a la labor científica, sólo había tres empleados sin título, y sin fondos para crear exposiciones, ni aumentar las colecciones.
En muy poco tiempo, desarrolló un plan para crear un arboretum y comenzó su implementación. Ya en mayo de 1959, junto con varios colaboradores comenzó la tarea. Con cada siembra de primavera formaron la exposición principal del arboretum. En invierno, reunían material para la evaluación de la variación intraespecífica de pinos silvestres. Poco a poco, formó un equipo de científicos jóvenes, cuatro de ellos desarrollaron posteriormente doctorados en ciencias; y, más de veinte candidatos, publicaron artículos científicos.
Sus éxitos no pasaron desapercibidos. En 1965, el Presidium de la URSS creó con su dirección, la rama ecológica de los Urales de la Academia de Ciencias, con nuevo laboratorio experimental y de aclimatación de las plantas. El laboratorio ha estado estudiando la variación intraespecífica y ecología de la población, la introducción y aclimatación de plantas en el jardín botánico, y la creación de nuevas exposiciones en el mismo.
En 1988, fue nominado para el puesto de Director organizador del futuro del Instituto Forestal, que fue creado en poco tiempo. Y ese 1998, el Instituto Forestal se transformó en Jardín Botánico, finalmente obteniendo el estatus de un instituto independiente. Durante cuarenta años, bajo el liderazgo de Mamaev, el Jardín Botánico creció con más de doscientos empleados.

## Actividades científicas
Bajo su dirección se estudió la variabilidad de un número de especies nativas de plantas leñosas. Se desarrollaron bases metodológicas de la investigación sobre la variación intraespecífica y luego en ecología de poblaciones de especies forestales, que son ampliamente utilizados hasta ahora. Fueron descritos poblaciones locales de los Urales (muchas coníferas y frondosas) creando el "Reglamento sobre la asignación y la conservación genética de las plantas leñosas de los bosques de la URSS", aprobada por el Ministerio de Bosques. En todo el país, se tomaron medidas para preservar el patrimonio genético, realizado conforme a esas disposiciones. Cientos de personas han descrito las reservas árboles genéticos del país. La variabilidad se estudió en herbáceas perennes, arbustos ornamentales, arbustos enanos de la familia de las rosáceas y otras plantas híbridas de álamos y sauces.
Mamáiev ha escrito más de 300 trabajos científicos , entre ellos 10 monografías.

### Actividades ambientales
Otra de sus actividades claves fueron las de conservación. En 1960, en el Jardín Botánico se desarrolló el nuevo tema científico: "La vegetación y la contaminación industrial". Con numerosos técnicos, estudió especialmente el impacto de las emisiones gaseosas de las empresas industriales, y la posibilidad de utilizar plantas para asegurar el abatimiento de desechos de lodos. Estudió su variabilidad individual, y la respuesta de las plantas a los efectos de los óxidos de nitrógeno y azufre.
Se estudiaron plantas raras de los Urales, con características naturales únicas. Por más de 35 años, dirigió a la Comisión para la Conservación de la Naturaleza. Solamente en la región de Sverdlovsk, con su personal logró describir cuestiones legales y ecológicas de cerca de 500 monumentos de reservas naturales y parques nacionales.

## Honores y premios
- 1988: concesión del título "Científico de Honor de la RSFSR."

- 1991: elegido miembro correspondiente de la Academia de Ciencias de Rusia. Él repetidamente premiado con diplomas de las Ciencias, la región de Sverdlovsk y Yekaterinburg, VOOP presidium. Tres veces fue galardonado con la Medalla "Para la protección de la naturaleza en Rusia." Fue galardonado con dos de plata y tres de bronce en ENEA.

## Algunas publicaciones

### Libros
- 1972. Формы внутривидовой изменчивости древесных пород (Formularios variación intraespecífica de madera). Moscú : Nauka, 1973. 283 pp.

- 1974. Теоретические основы внутривидовой изменчивости и структуры популяций хвойных пород (Fundamentos teóricos de la variación y de la población intraespecífica estructura de coníferas). Sverdlovsk : e UC AC de la URSS, 164 pp.

- 1975. Закономерности внутривидовой изменчивости лиственных древесных пород (Leyes de maderas duras variación intraespecífica). Sverdlovsk : UC AC de la URSS , 140 pp.

- 1977. Успехи интродукции растений на Урале и в Поволжье (Avance de introducción de plantas en los Urales y la región del Volga). Sverdlovsk : UC AC de la URSS, 166 pp.

- 1981. Исследование форм внутривидовой изменчивости растений (Examen de la variación intraespecífica de las plantas). Sverdlovsk : UC AC de la URSS, 147 pp.

- 1982. Интродукция и акклиматизация декоративных растений (Introducción y aclimatación de plantas ornamentales). Sverdlovsk : e UC URSS, 157 pp.

- 1983. Виды хвойных на Урале и их использование в озеленении (Maderas y especies en los Urales y su uso en jardinería). Sverdlovsk : UC AC de la URSS, 110 pp.

- 1986. Ботанический сад на Урале (Jardín Botánico SA en los Urales). Sverdlovsk : UC AC de la URSS, 88 pp.

- 1988. Семкина Л. А. Интродуцированные деревья и кустарники Урала (розоцветные) (Introducción de árboles y arbustos de los Urales ( Rosaceae ). Con L.A. Semkina. Sverdlovsk : UC AC de la URSS, 104 pp.

- 1989. Ель сибирская на Урале (Abetos de Siberia, en los Urales). Con P.P. Popov. Moscú : Nauka, 103 pp.

- 1989. Интродукция и устойчивость растений на Урале и в Поволжье (Introducción y resistencia de las plantas en los Urales y región del Volga). Sverdlovsk, Ural Rama de la URSS, 149 pp.

- 1991. Экология и интродукция растений Урала (Ambiente e introducción de plantas de los Urales). Sverdlovsk , Ural Rama de la URSS, 120 pp.

- 1993. Адаптация и изменчивость древесных растений в лесной зоне Евразии (Adaptación y la variabilidad de las plantas leñosas en la zona forestal de Eurasia). Ekaterinburg : Science, 136 pp.

- 1998. Ботанический сад Уральского отделения (РАН Jardín Botánico, Ural rama de la Academia de Ciencias de Rusia). Ekaterinburg, publicación de UB RAS, 35 pp.

- 2000. Определитель деревьев и кустарников Урала. Местные и интродуцированные виды. (Determinantes de árboles y arbustos de los Urales. Las especies locales e introducidas). Ekaterimburgo, Ed -e UB RAS, 257 pp.

- 2005. Дорофеева Л. М. Интродукция клена на Урале (Introducción del arce Dorofeyeva en los Urales). Ekaterinburg : Ural Rama de RAS ,

- 2005. Полвека в Ботаническом раю (Medio siglo en el paraíso botánico). Ekaterimburgo : Riviera, 352 pp.

- 2006. Дендрологические исследования // Лесоводственная наука на Урале (Estudios dendrológicos / / ciencias silviculturales en los Urales). Monografía con A.K. Makhnev. Ekaterinburg, Universidad Forestal Estatal de los Urales , pp. 60-78
- La abreviatura «Mamaev» se emplea para indicar a Stanislav Mamáiev como autoridad en la descripción y clasificación científica de los vegetales.[1]